# Doyenné de Lannion
Le doyenné de Lannion, relevant du diocèse de Dol, comprenait les paroisses suivantes, enclavées dans le diocèse de Tréguier :
- Lanmodez
- Loguivy-lès-Lannion
- Perros-Guirec
- Trévou-Tréguignec